# Folkpark Tour 75
Folkpark Tour 75 es el nombre del cuarto tour que realizó el grupo sueco ABBA.

## Preprativos
Los ensayos del tour comezaràn el 1 de junio en el teatro Jarla en Estocolmo .

## El Tour
El tour fue semejante al Folkpark Tour 73, con la misma mecánica en distintos parques, solo que esta vez fue menos extenso, pero el grupo pudo presentar más de 15 canciones en un solo lugar, promocionando su nuevo disco ABBA. 
La televisión sueca propuso al grupo que hiciera un documental pero la proposición fue rachasado .

## Desempeño Comercial
Además, el tour fue uno de los más exitosos del grupo, vendiendo todas las localidades, aunque fue quizás porque todos los conciertos fueron en Suecia. El tour solamente fue hecho para reponer el de 1974, que fue cancelado debido a la victoria del grupo en Eurovisión.

## Repertorio
1. «Hey, Hey Helen»
2. «He Is Your Brother»
3. «Hasta Mañana»
4. «Rock Me»
5. «S.O.S.» (segundo verso cantado por Frida)
6. «King Kong Song»
7. «Gonna Sing You My Lovesong»
8. «Sitting In The Palmtree»
9. Intermezzo no. 1 (interludio)
10. «Rock'n Roll Band» (cantada por Frida)
11. «I've Been Waiting For You»
12. «Honey, Honey»
13. «Waterloo»
14. «Watch Out»
15. «I Do, I Do, I Do, I Do, I Do»
16. «So Long»[1]

## Conciertos
| Fecha               | Ciudad       | País   | Lugar                | Audiencia                         | Recadacion            |
| ------------------- | ------------ | ------ | -------------------- | --------------------------------- | --------------------- |
| 21 de junio de 1975 | Skellefteå   | Suecia | Folkparken           | 3 500 / 3 500 (100%)              | 57,000 SEK            |
| 22 de junio de 1975 | Sunderbyn    | Suecia | Sunderbylogen        | 4 500 / 4 500 (100%)              | -                     |
| 25 de junio de 1975 | Hudiksvall   | Suecia | Köpmanberget         | 2 723 / 2 723 (100%)              | 54,460 SEK            |
| 26 de junio de 1975 | Björneborg   | Suecia | Folkets Park         | 2 600 / 2 600 (100%)              | -                     |
| 27 de junio de 1975 | Borlänge     | Suecia | Säterdalens Folkpark | -                                 | -                     |
| 28 de junio de 1975 | Eskilstuna   | Suecia | Folkets Park         | -                                 | -                     |
| 30 de junio de 1975 | Estocolmo    | Suecia | Grona Lund           | 19 200 / 19 200 (100%)            | 110,000 SEK           |
| 3 de julio de 1975  | Malmö        | Suecia | Folkets Park         | 12 000 / 12 000 (100%)            | 54,000 SEK            |
| 4 de julio de 1975  | Storebro     | Suecia | Storebro Parken      | -                                 | -                     |
| 5 de julio de 1975  | Kristianopel | Suecia | Masten               | 6 000 / 6 000 (100%)              | -                     |
| 6 de julio de 1975  | Gotemburgo   | Suecia | Liseberg             | 6 800 / 6 800 (100%)              | 136,000 SEK           |
| 7 de julio de 1975  | Borgholm     | Suecia | Slottsruin           | 4 500 / 4 500 (100%)              | -                     |
| 8 de julio de 1975  | Linköping    | Suecia | Folkets Park         | 4 500 / 4 500 (100%)              | -                     |
| 9 de julio de 1975  | Gamleby      | Suecia | Folkparken           | 3 542 / 3 542 (100%)              | -                     |
| Total               | Total        | Total  | Total                | 69 865 / 69 865 (100%) (11 shows) | 411,460 SEK (5 shows) |

### Conciertos Cancelados/Postpuenos
| Fecha              | Ciudad    | País   | Lugar        | Razón                                                                                                |
| ------------------ | --------- | ------ | ------------ | --- |
| 1 de julio de 1975 | Linköping | Suecia | Folkets Park | El concierto fue pospuesto para el día 8 de julio porque Agnetha tenía una infección en la garganta. |
| 2 de julio de 1975 | Gamleby   | Suecia | Folkparken   | El concierto fue pospuesto para el día 9 de julio porque Agnetha tenía una infección en la garganta. |

## Músicos
Boris Lindqvist (Vóz , Guitarra , Piano , Percusión)
Cäj Högberg (Bajo)
Peter Kott (Trompetta)
Torsten Dannenberg (Saxófón , Flauta , Acordeón)
Wojciech Ernest (Piano , Teclados)
Zgbinew Ryta (Tambores)
Lasse Wellander (Guitarra)